# Горњи Палатинат
Горњи Палатинат (бав. Owerpfålz) је један од седам административних региона немачке државе Баварска.
| Окрузи | Аутономни градови                 |
| --- | --------------------------------- |
| 1. Амберг-Сулцбах 2. Кам 3. Нојмаркт ин дер Оберфалц 4. Нојштат на Валднабу 5. Регензбург 6. Швандорф 7. Тиршенројт | 1. Амберг 2. Регензбург 3. Вајден |